# 圣罗曼德拉库瓦
圣罗曼德拉库瓦，是西班牙卡斯蒂利亚-莱昂帕伦西亚省的一个市镇。 总面积18平方公里，总人口107人（2001年），人口密度6人/平方公里。